# Geschwister-Scholl-Schule (Eisenach)
Die Geschwister-Scholl-Schule ist eine Regelschule in Eisenach in Thüringen. Die Schule bietet die Möglichkeit, am Ende der Klassenstufe 9 den Hauptschulabschluss bzw. den Qualifizierenden Hauptschulabschluss und am Ende der Klassenstufe 10 den Realschulabschluss zu erreichen. Benannt ist sie nach Sophie und Hans Scholl.

## Lage
Die heutige Geschwister-Scholl-Schule liegt im Westen des Stadtgebietes am westlichen Ende der Katharinenstraße im Gebäude der ehemaligen Eisenacher Elisabethschule. Die frühere Katharinenschule befindet sich etwas südöstlich in derselben Straße.

## Geschichte

### Katharinenschule
Die Katharinenschule wurde 1881 unter der Bauleitung des Stadtbaumeisters Hermann Hahn errichtet und Ostern 1882 mit 10 Klassenräumen eröffnet. Die Uhr im Giebel stammt aus dem Jahr 1886.

### Elisabethschule
Die Grundsteinlegung für die Elisabethschule erfolgte am 10. November 1886 durch Herzogin Elisabeth von Mecklenburg-Schwerin, eine Tochter des Großherzogs Carl Alexander von Sachsen-Weimar-Eisenach. Nach ihr wurde die neue Schule und der Platz, auf dem sie errichtet wurde, benannt. Nach der Eröffnung der Elisabethschule diente diese als Mädchen- und die Katharinenschule als Jungenschule. Beide Schulen wurden vom selben Kollegium betreut.

### Geschwister-Scholl-Schule
Nach dem Zweiten Weltkrieg wurden die beiden Schulen 1949 zu einer Bildungseinrichtung zusammengefasst und in Geschwister-Scholl-Schule umbenannt. 1956 wurde die Schule Polytechnische Oberschule (POS) und wurde im Schulnetz der Stadt als 9. POS "Geschwister Scholl" geführt.
Mit der Neustrukturierung der Bildungslandschaft in Thüringen ab dem Schuljahr 1991/92 wurde die polytechnische Oberschule in eine Regelschule in Trägerschaft der Stadt Eisenach umgewandelt und fortan als 5. Staatliche Regelschule im Eisenacher Schulnetzplan geführt. Der Name Geschwister Scholl wurde beibehalten. Das Schulgebäude der früheren Katharinenschule wurde mit Ende des Schuljahres 2005/2006 aufgegeben und der Schulstandort in der ehemaligen Elisabethschule konzentriert.
Beide Schulgebäude sind Teil der Liste der Kulturdenkmale in Eisenach (Kernstadt).